# Gare de Chayamachi
La gare de Chayamachi (茶屋町駅, Chayamachi-eki) est une gare ferroviaire située à Kurashiki, dans la préfecture d'Okayama au Japon. Elle est exploitée par la JR West.

## Situation ferroviaire
La gare de Chayamachi est située au point kilométrique (PK) 14,9 de la ligne Uno. Elle marque le début de la ligne Honshi-Bisan.

## Histoire
La gare de Chayamachi a été inaugurée le 20 mars 1988.

## Service des voyageurs

### Accueil
La gare dispose d'un bâtiment voyageurs, avec guichets, ouvert tous les jours.

### Desserte
- Ligne Uno :
  - voie 1 : direction Okayama
  - voie 2-3 : direction Uno
- Ligne Honshi-Bisan (ligne Seto-Ōhashi) :
  - voie 1 : direction Okayama
  - voie 4 : direction Kojima et Takamatsu